# Корінь Антоніна Михайлівна
Ко́рінь Антоні́на Миха́йлівна (6 серпня 1948, Софіївка) — українська поетеса, громадська діячка, Член Національної спілки письменників України з 2002 року.

## Біографія
Народилася 6 серпня 1948 року в селі Софіївка Щорського району Чернігівської області. Закінчила бібліотечний факультет Харківського державного інституту культури. Більшу частину свого життя, професійного і творчого, провела у Кропивницькому. Працювала в різних освітніх установах, зокрема, була вченим секретарем обласної наукової бібліотеки. Створила і очолює літоб'єднання «Євшан».
Член Національної спілки письменників України з 2002 року. Крім роботи «за прямим призначенням», поетеса-степовичка «знаменита» ще й тим, що невтомно популяризує творчих людей. То до Знам'янки їде, розкопавши там «імена», які соромляться самі показати себе широкому загалу, то в Олександрії пробує скликати велелюдні творчі «тусовки»… Та найвідданіше залюблена Антоніна Михайлівна у Долинський район. І саме вона ініціювала там організацію творчого об'єднання «Сузір'я Долинщини». Усіляко популяризує їх і на теренах всієї Кіровоградщини, а то й далі. Отож з повним правом її можна називати берегинею нашої культури. Разом з тим вона й «мати» об'єднання «Сузір'я Долинщини», оскільки була ініціатором і певною мірою генератором його створення.

## Творчість
Видані її збірки «Заворожи мене» (1993 р.), «Веселі дрібнички із сімейної скарбнички» (1994 р.), «Віку мого день» (2000 р.). Друкується в періодичних виданнях міст Харкова, Дніпропетровська, Кропивницького, Черкас, Чернігова, районній газеті «Промінь».